# Praina diagramma
Praina diagramma är en fjärilsart som beskrevs av Jones 1908. Praina diagramma ingår i släktet Praina och familjen nattflyn. Inga underarter finns listade i Catalogue of Life.